# لا شابيل فيل (أورن)
لا شابيل فيل هي بلدية في أورن في شمال غرب فرنسا.